# Valdegovía
Valdegovía en espagnol, Gaubea ou Gobiaran en basque est une commune d'Alava, dans la communauté autonome du Pays basque en Espagne.

## Hameaux
La commune comprend les hameaux suivants :
- Acebedo, concejo ;
- Astúlez (Estuliz en basque) ;
- Bachicabo, concejo ;
- Barrio, concejo ;
- Basabe, concejo ;
- Bóveda, concejo ;
- Caranca y Mioma, concejo, avec ses deux hameaux Caranca et Mioma ;
- Corro, concejo ;
- Espejo, concejo ;
- Fresneda, concejo ;
- Guinea, concejo ;
- Gurendes-Quejo, concejo, avec ses deux hameaux Gurendes et Quejo ;
- Karkamu, concejo ;
- Nograro, concejo ;
- Osma, concejo ;
- Pinedo, concejo ;
- Quintanilla, concejo ;
- Tobillas, concejo ;
- Tuesta, concejo ;
- Valderejo, concejo, avec ses quatre hameaux Lahoz, Lalastra, Ribera et Villamardones ;
- Valluerca, concejo ;
- Villamaderne, concejo, avec ses deux hameaux Bellojín et Villamaderne ;
- Villanañe, concejo ;
- Villanueva de Valdegovía (Uribarri Gaubea en basque), concejo, chef-lieu de la commune.